# Хансен, Йеспер (футболист)
Йе́спер Ха́нсен (дат. Jesper Hansen; род. 31 марта 1985, Слангеруп, Фредериксборг) — датский футболист, вратарь клуба «Орхус».

## Карьера
Воспитанник клубов «Эльстюкке» и «Фарум» (с 2003 года — «Норшелланн»). За «Эльстюкке» выступал на правах аренды во втором по силе дивизионе Дании. В марте 2008 года, после нескольких лет в качестве резервного вратаря «Норшелланна», дебютировал за клуб в чемпионате Дании. В качестве основного вратаря выиграл в составе клуба два Кубка Дании (2009/10, 2010/11) и чемпионат Дании (2011/12); играл и в Кубке УЕФА/Лиге Европы УЕФА, а в сезоне 2012/13 провёл все шесть сыгранных командой матчей в Лиге чемпионов (где «Норшелланн» выступал впервые). В составе «Мидтьюлланна» дважды выиграл чемпионат Дании (2017/18 и 2019/20); играл также за клуб в Лиге чемпионов (где «Мидтьюлланн» выступал впервые).
Хансен выступал за юношеские и молодёжную сборную Дании (также был запасным вратарём на молодёжном первенстве Европы 2006 года), вызывался и в первую сборную, но сыграл за неё лишь в двух неофициальных товарищеских матчах против Норвегии и Мексики.